# Systematic Studies in Astragalus of the Near East
Systematic Studies in Astragalus of the Near East (abreviado Syst. Stud. Astrag. Near East) es un libro con ilustraciones y descripciones botánicas que fue escrito por el botánico y profesor israelí; Alexander Eig y publicado en Jerusalén en el año 1955.